# Adolf Spinnler
Adolf Spinnler (Liestal, Basilea-Camp, 18 de juliol de 1879 - 20 de novembre de 1951) fou un gimnasta i atleta suís que va prendre part en els Jocs Olímpics de 1904.
Va participar en tres proves, dues de gimnàstica i una d'atletisme. En la triatló gimnàstica guanyà la medalla d'or, en superar l'estatunidenc Julius Lenhart i l'alemany Wilhelm Weber en la lluita per les medalles, mentre que en el concurs complet guanyà la medalla de bronze.
També participà en la triatló atlètica, acabant el 64è de 118 participants.